# スバル・レックス
レックス (REX) は、SUBARUが販売する自動車である。1972年から1992年まで軽乗用車として販売されたのち、2022年より小型クロスオーバーSUVとして車名が復活している。

## 概要
1972年にR-2の後継として登場した軽自動車。それまでのスバル・360やR-2に比べると、凡庸なデザインの車であった。スズキやダイハツ工業には及ばなかったが、オイルショック・排ガス規制・2度の規格改正等の波を受けながらも、時代に応じた技術でエンジン形式や駆動方法など様々な改良を受けて代を重ね、1992年にヴィヴィオを後継として生産終了となるまで、一定の市場占有率を確保し続けて富士重工業の経営に貢献した。
2020年現在、SUBARUと富士重工業が製造した軽自動車のうち、同一商標のままフルモデルチェンジを受けたモデルはレックスとサンバーのみである。
2022年11月、ダイハツからロッキーのOEM供給を受けるSUBARU初の小型クロスオーバーSUVの車名として用いられ、30年ぶりとなる商標（≒車名）復活を果たした。

## 初代 K21/22/24/44型（1972年 - 1981年）
- 1972年7月 - 発売。1971年に追加された水冷エンジン搭載のR-2をベースとし、駆動レイアウトはリアエンジン・後輪駆動 (RR) を踏襲、当初は2ドアセダンのみの展開[注釈 1]。エンジンもR-2譲りの2サイクルだが、キャブレターの仕様により3種が設定されていた。車体デザインは前年発売のレオーネに似た、ウェッジシェイプを強調したもので、主に当時の若者層に対して売り込んでいた。後発となったバン・ワゴンを含む2ドアモデルでは、さらにアウタードアハンドルがヒドゥンタイプとなっている。しかし、軽自動車規格内でスポーティーなスタイリングに傾倒した結果、寸法不足でバンに後席が設定できなくなるなど、問題も抱えることとなった。グレード展開は、シングルキャブ32馬力仕様（上位からカスタムL、スーパーL、ラグシュリー、デラックス、スタンダード）、シングルキャブ35馬力仕様のTS（ツーリング・スポーツの略）、ツインキャブ37馬力仕様がGSRとなっていた。カスタムLとスーパーLには、2サイクルエンジン特有のアイドリング時のパラパラ音を抑えるスバルISVが装備されている[注釈 2]。
- 1973年
  - 3月 - 4ドアセダンを追加。ディビジョンバーのないリヤドアウインドウが特徴[注釈 3]。グレード展開はカスタムL、スーパーL、ラグジュアリーの3種。同時に、シングルキャブ32馬力仕様全車にスバルISVを拡大設定。
  - 10月 - マイナーチェンジ。公害対策のため、エンジンをEK34型2ストロークエンジンからEK21型4ストロークエンジンに変更。このときスポーティーグレードはカタログ落ち。最上級グレードであるカスタムLにフロントディスクブレーキと4輪ディスクホイールを採用。
- 1974年
  - 2月 - カスタムLに5速MTとタコメーターを装着したカスタム5と、2人乗りバンを追加。
  - 9月 - マイナーチェンジ。同時にワゴンを追加。ベースモデルはバンスーパーL。バン発売時から4人乗り仕様の要望が高かったが、後席のヘッドクリアランスを稼ぐため背もたれを寝かせた結果、荷室長が減少、乗用登録のワゴンとなった。同時にナンバープレートの大型化に対応（バン360の画像参照）。軽自動車初のブレーキモニターをセダンカスタムL・カスタム5・スーパーL・ワゴン・バンスーパーLに採用。
- 1975年
  - 3月 - バン4人乗りを追加。当初のスタイリングコンセプトを捨ててハイルーフを採用、後席のヘッドクリアランスを確保した上で後席の背もたれを立たせ、要件上必要な荷室長を捻出している。ボンネットタイプのモデル（乗用・商用ともに）でハイルーフをカタログ上で謳ったのはレックスが国産初[注釈 4]。4人乗りの発売に伴い、バン2人乗り、ワゴンを廃止。
  - 12月 - 既存の360 シーシー (cc) 4サイクルエンジンで51年排出ガス規制適合 (SEEC-T)。同時にラインナップを一新、ディスクブレーキ付の廉価版を設定。
- 1976年5月 - 軽自動車の規格改定に伴い、500 ccに排気量をアップ（EK22型エンジンに変更）するとともにボディを拡幅。このモデルは「レックス5」と称される。
- 1977年5月 - 53年排出ガス規制に適合、同時にフルスケールの550 cc（EK23型エンジン）になった。このモデルは「レックス550」と称される。
- 1978年3月 - 2ドアセダンにリヤガラスハッチを装備した「スイングバック」を追加[注釈 5]。
- 1979年10月 - スズキ・アルトの対抗車種として、バンの装備を省いて48万円に値下げした「ファミリーレックス」を追加。
- 1980年3月 - 電磁粉体クラッチを用いたクラッチペダル無しの「オートクラッチ」を追加。

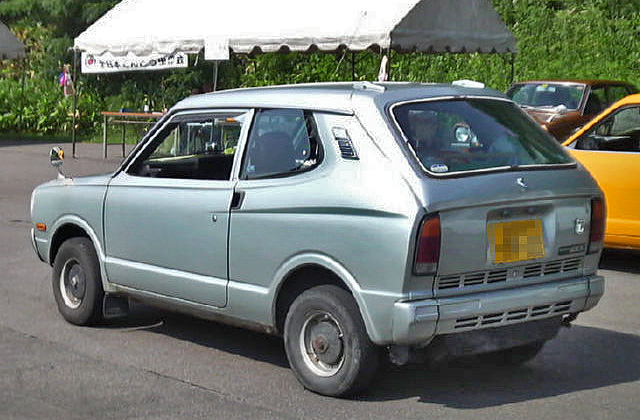
360バン リア
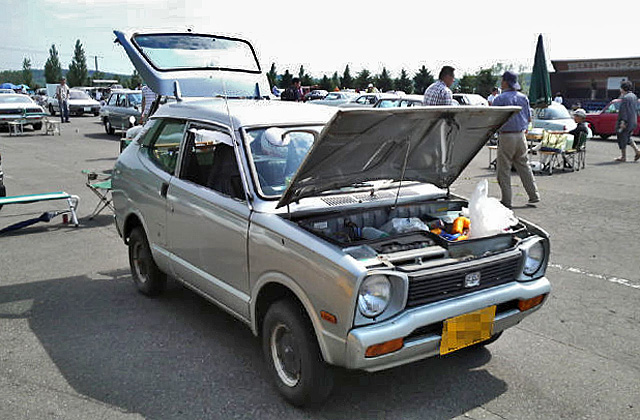
360バンのトランクルーム
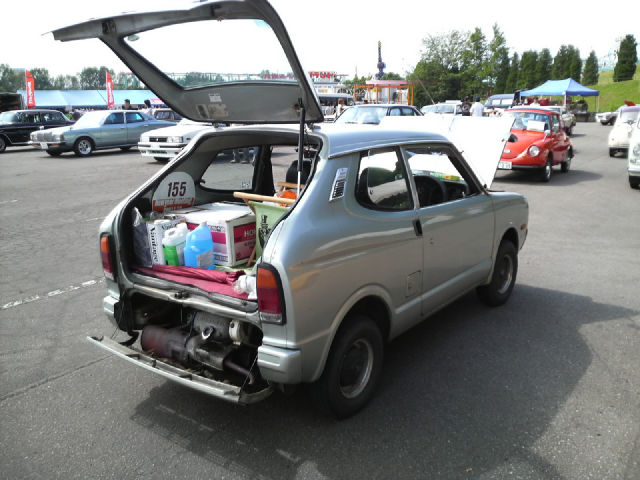
360バンの荷室とエンジン
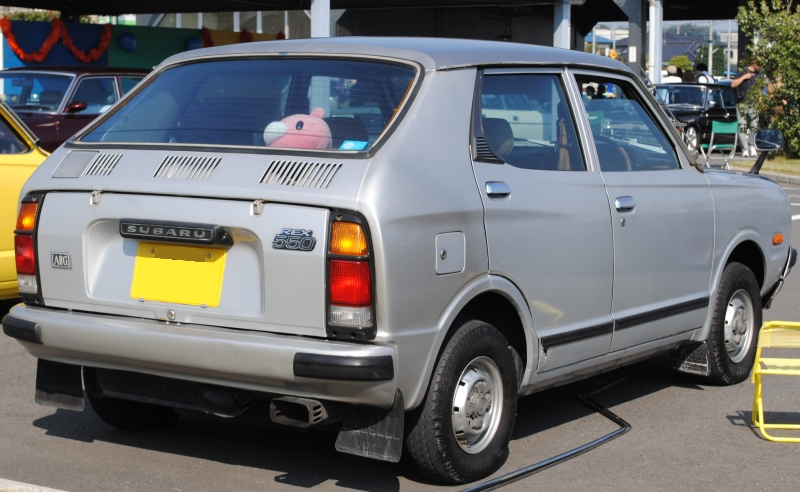
550 4ドアA II G リア

## 2代目 KM1/KM2/KN1/KN2型（1981年 - 1986年）
- 1981年10月 - 発売。キャッチコピーは「ザ・ビッグミニ」でCMキャラクターには当時読売ジャイアンツに在籍していた原辰徳が起用された。

初代との最大の違いは、スバル360時代から続いていた駆動方式をRR方式からをフロントエンジン・前輪駆動（FF）方式へと変更したことである。これにより、室内空間と荷室容積が改善された。ホイールベースが長くなり、当時の軽規格では最長クラスであった。
スズキ・アルトが先鞭を付け、当時流行していた4ナンバー・ボンネットバン型 (2BOX) はレックス コンビ (REX COMBI) として設定された。この代より、これまでの吊り下げ式クーラー（オプション）から、フルエアミックス対応ヒーター一体型のビルトインエアコンへ変更（オプション設定）。自動変速機構は、オートクラッチが引き続き設定された。
- 1982年 - フジサンケイグループの通信販売部門「ディノス」と提携して、業界初の通販モデル「ディノス・レックス」が登場。
- 1983年
  - 10月 - 3ドアセダンモデルとコンビに4WDが追加された。FFと4WDの切り替え式で、走行中でも低速であれば、シフトノブ内の赤いスイッチで切り替えが可能。
  - 12月 - コンビのFF仕様にターボモデルを追加。最高出力は発売当時はダイハツミラ・ターボと並び、軽トップタイとなるグロス41馬力。尤も、ターボモデルと4WDモデルに関してはいずれも12インチホイールが標準採用され、更に軽自動車史上初のフロントベンチレーテッドディスクブレーキが標準装備となる。
- 1984年9月 - マイナーチェンジ。ヘッドランプを丸形2灯から角形2灯へ変更。同時に4WDターボも設定。
- 1985年9月 - 回転ドライバーズシートやヒルホルダーを装備したカラフルな女性向仕様のレックス・uとレックスコンビ・i、標準エンジンの5速MT仕様車をそれぞれ追加。

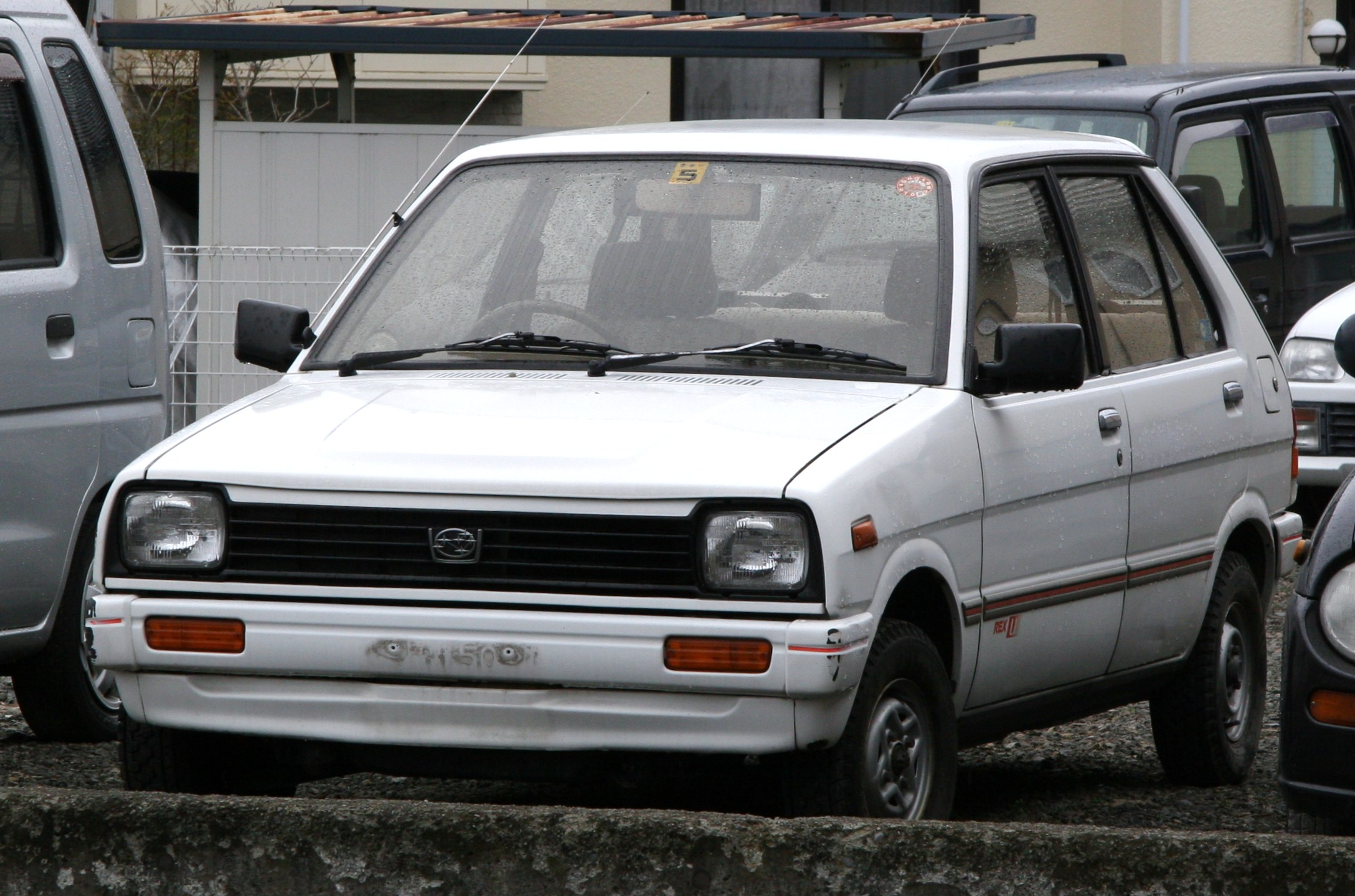
後期型 u
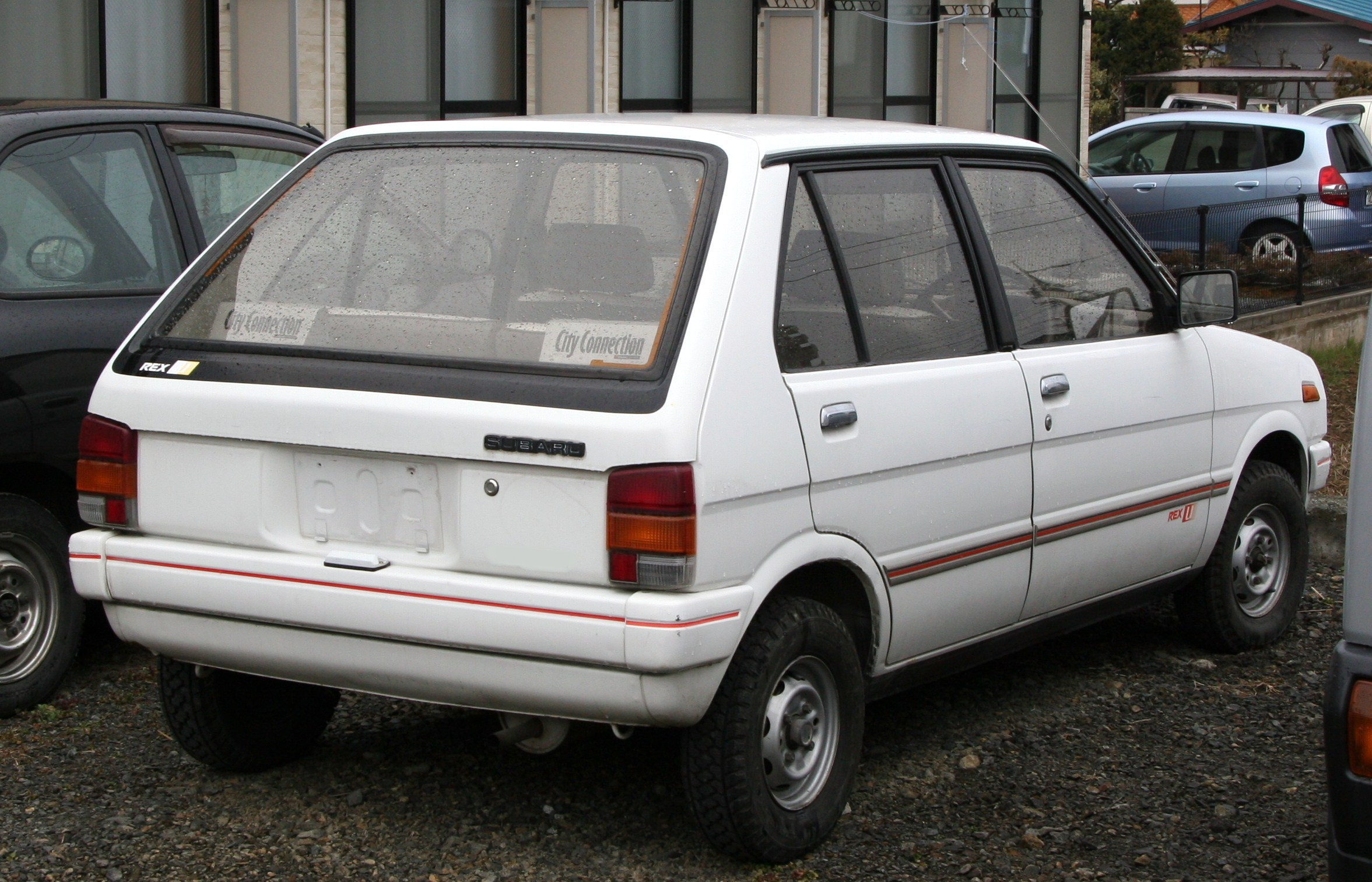
後期型 u リア

### 中国での生産
中華人民共和国の航空機メーカーである貴州航天工業有限責任公司は1986年よりオート三輪の製造を行っていたが、当時の中国当局の改革開放路線に従い、中国市場への進出を模索していた富士重工と1989年に2代目レックスの技術移転に関する契約締結に漕ぎ着けた。富士重工と貴州航天は軽自動車生産の合弁企業である貴州云雀汽車有限公司を設立、2代目レックスを貴航雲雀(Guizhou Yunque)として現地生産を開始した。
貴航雲雀は2003年までに下記のモデルを展開したが全体的な生産品質が低く、スズキやダイハツの同クラスの輸出仕様軽自動車と比較して排気量も小さかった事から中国市場の人気は低く、生産台数は多い年でも年間2000台程度で推移した。1998年に富士重工は丸紅とシンガポールのタン・チョン・モーターの2社を合弁に加えた上で、追加の設備投資を実施するテコ入れ策を行うも、合弁事業は富士重工の求める品質基準を満足する水準には達せず、富士重工は2001年に合弁から撤退。貴州航天も経営意欲を失ってしまった事から、2004年より貴州云雀汽車は地元のIT企業である貴州新世界へ運営を委ねられたが、貴州新世界は在庫車のディスカウント販売を行う以外に何の成果も挙げられなかった。同年中に貴州航天は貴州云雀汽車の経営権を金華青年汽車へ譲渡したが、青年汽車は貴州云雀汽車の生産設備のみを欲しており、貴航雲雀は2006年に20台余りを製造したのを最後に生産が打ち切られた。
- 1993-1998 GHK-7060型 - 角目2灯のKM2型の現地生産車。EK23エンジン(22馬力 キャブレター仕様)、4速MT。
- 1994-2003 GHK-7070型[3] - スバル・ヴィヴィオの現地生産車、EN07エンジン（EMPi仕様 40馬力）、4速MT。
- 1998-2000 GHK-7060A型 - GHK-7060のエンジンをEN07(EMPi仕様 40馬力)に換装。「Free Wind」(FW)のサブネームも与えられた。4速MT。
- 2001-2003  GHK-7071A型 - GHK-7060A型を独自デザインの丸目4灯にフェイスリフトし、WOW（風之翼、Wings of Wind）のサブネームが与えられたモデル。4速MT。メーカーオプションとしてフルエアロキットが用意されていた[4]。

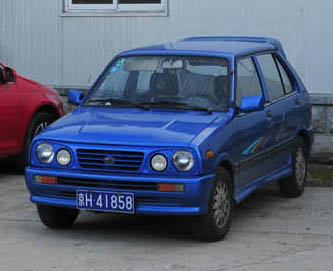
貴航雲雀 WOW(GHK-7071A型)
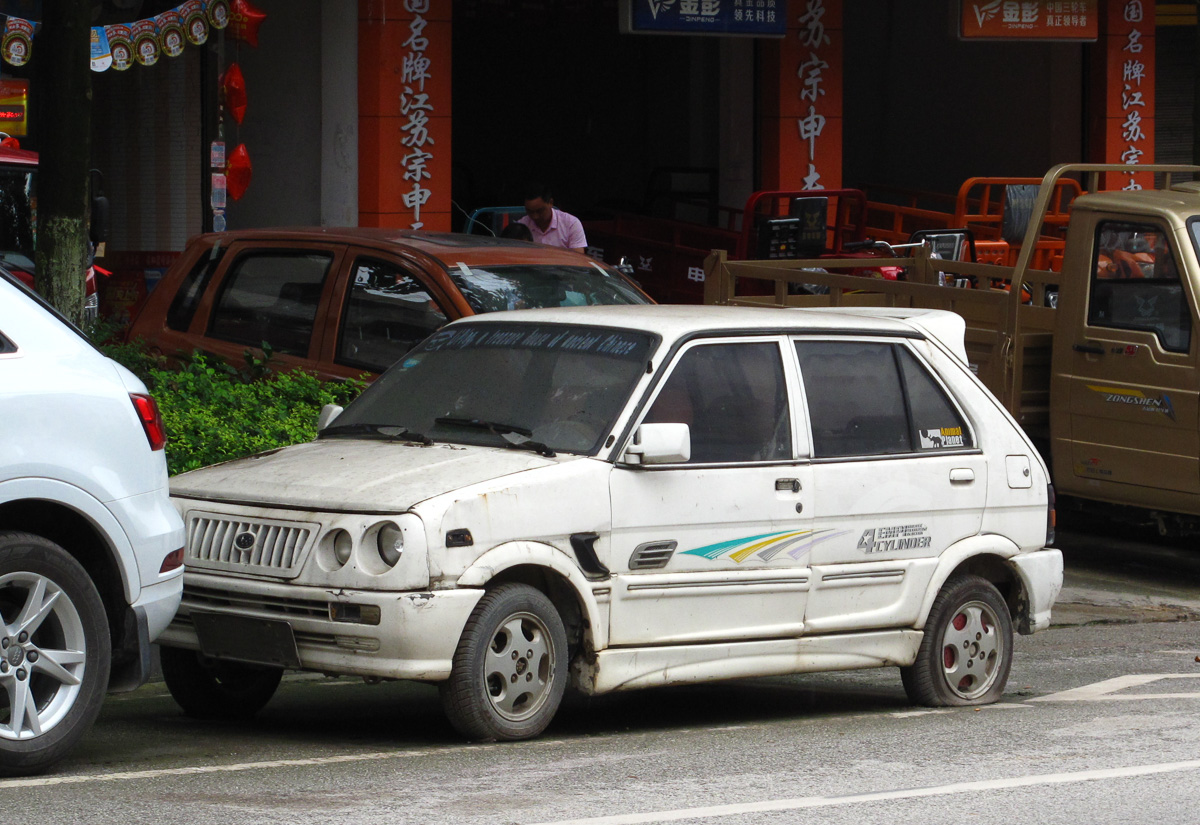
貴航雲雀 WOW(GHK-7071A型)オプションエアロキット装着車
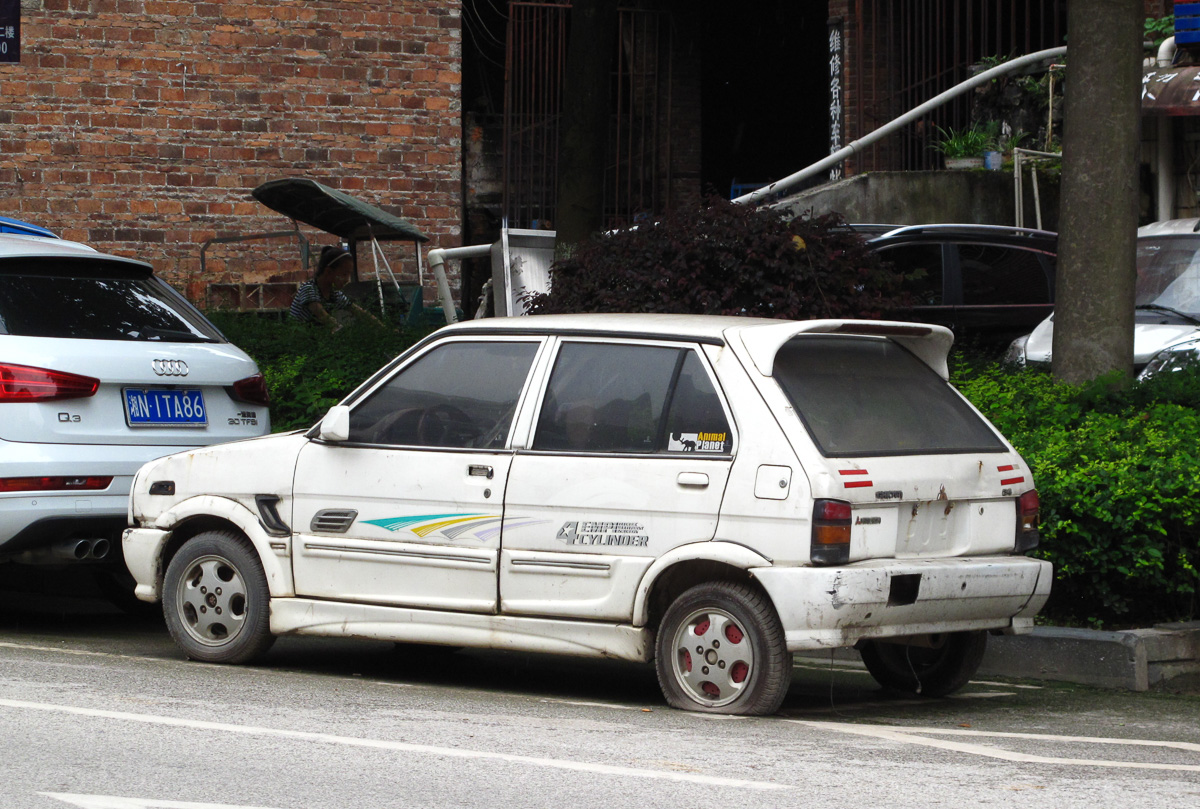
貴航雲雀 WOW(GHK-7071A型)側面

## 3代目 KG1/KG2/KH1/KH2/KH3/KH4/KP3/KP4型（1986年 - 1992年）
- 1986年11月 - 3代目発売（KG1、KG2型）。初期のキャッチコピーは「キャーな乗りもの」。

エンジンは先代と同様のEK23型だが細部に改良が加えられ、さらに3バルブ仕様（1気筒あたり吸気バルブ2、排気バルブ1）も開発されてスポーティグレード（「R」「SR」など）に新たに搭載された。4ナンバーバンの「コンビ」には女性向けグレード「Viki（ヴィキ）」が設定された。パッケージングは大幅に見直され、特に居住空間は従来型以上に拡大されている。また自動変速機構は、従来のオートクラッチから他社同様にトルコンを利用したフルオートマチック（2速）となった。
- 1987年
  - 1月 - 5ドアセダンにフルタイム4WDモデルを、コンビに5ドアの「Viki」を追加。フルタイム4WDは「ツインビスコ4WD」(Twin Visco) と称し、リアのデファレンシャルギア部にビスカスカップリングを2個並列にして一体化したもの[注釈 6]を採用、前後輪の駆動力配分と後左右輪のLSDの機能を同時に兼ね備えた。
  - 6月 - ECVT搭載モデルを追加。ホワイトで統一した限定車「Vicky（ヴィッキー）」をセダン・コンビ共に発売。このグレードはこののち度々発売された（1989年6月まで）。セダンの「Vicky」は5ドアのみだが消費税導入後は3ドアセダンにも追加された。CMキャラクターには古手川祐子が起用された。
- 1988年
  - 3月 - スーパーチャージャー付きエンジンを搭載したグレード「V」「VX」を追加。3バルブ仕様エンジンの燃料供給を電子制御化した上、インタークーラー付きスーパーチャージャーを搭載して55馬力を発生させた。セダン・コンビ共に設定（5ドアは「V」グレードのみ）。既存グレードは30馬力仕様&2速AT仕様は廉価版のみとし、他は36馬力の3バルブ仕様に変更。コンビにもフルタイム4WDを追加。
  - 5月 - 電動キャンバストップ装備の3ドアセダンを追加。スーパーチャージャーと標準仕様の2タイプ。
- 1989年6月 - マイナーチェンジを実施（KH1・KH2型）。

エンジンを直列4気筒のEN05型エンジン（内訳は標準仕様38馬力・スーパーチャージャー仕様61馬力）へ変更。ATは全車ECVT（電子制御無段変速機）のみとなった。外観ではバンパーやフロントグリル形状の意匠変更、テールランプとトランクが後の新規格に準ずるものにされた。前期型フェイスにEN05を搭載したこの時期のものは、中期型とも呼ばれる。約10か月程度しか製造されなかった。これに伴い、CMキャラクターは前期型に起用されていた古手川祐子から松田聖子に変更となった。
キャッチコピーは「SEDAN MADE」。この年に物品税が廃止され消費税となり、それまで課税対象外とされていた軽貨物車も課税対象となったことから、グレード形態もセダンを中心とした構成となり3ドア「AX」、5ドア「CX」がフラッグシップモデルとなり、レックス・コンビのグレードは整理されセダンの最上位グレードに相当するモデルはなくなった。一方スーパーチャージャー車はスタンダードの「V」と上位モデルの「VX」となったが、ライバル車の多く同様快適装備よりも走行性能に関わる装備品によって差別化された。ライバルのスズキ・アルトワークスに対抗する形でカタログもNA車と分けられた。
- 1990年4月 - 軽規格変更に伴いエンジンを全車、660ccのEN07型エンジンへ変更[注釈 8]（KH3・KH4・KP3・KP4型）。

前回のマイナーチェンジからそれほど時間が経っていなかったため、ヘッドランプとバンパーの形状変更による前端部分の延長など、少々の改変に留まった。これによりフロントノーズの形状は初期型・中期型よりも大分丸みを帯びた形状となり、山田邦子が起用されたテレビCMのCMソングも、この丸いフロントフェイスの特徴を前面に押し出したものとなった。4ナンバー車は「コンビ」の商標が廃止されて「レックス・バン」に戻された。同時に商標ロゴもデビュー以来のものから変更された。フラッグシップモデルはEMPi仕様となりグレード名が「AX-i」「CX-i」となった。また、スーパーチャージャー仕様の「VX」にオープントップが追加された。また、ライバル各社に対抗するためイメージ戦略で「VX」にミシュラン製スポーツタイヤが、「V」にブリヂストン製スポーツタイヤの「POTENZA」がそれぞれ装着されたが、「むしろ逆」という声すらあり、ほどなくして謳われなくなった。
- 1992年2月[5] - 後述する後継車種のヴィヴィオの生産開始に伴い、生産終了。
- 1992年3月 - 販売終了。後継車はヴィヴィオ。3世代総合生産台数は190万2,811台[6]。

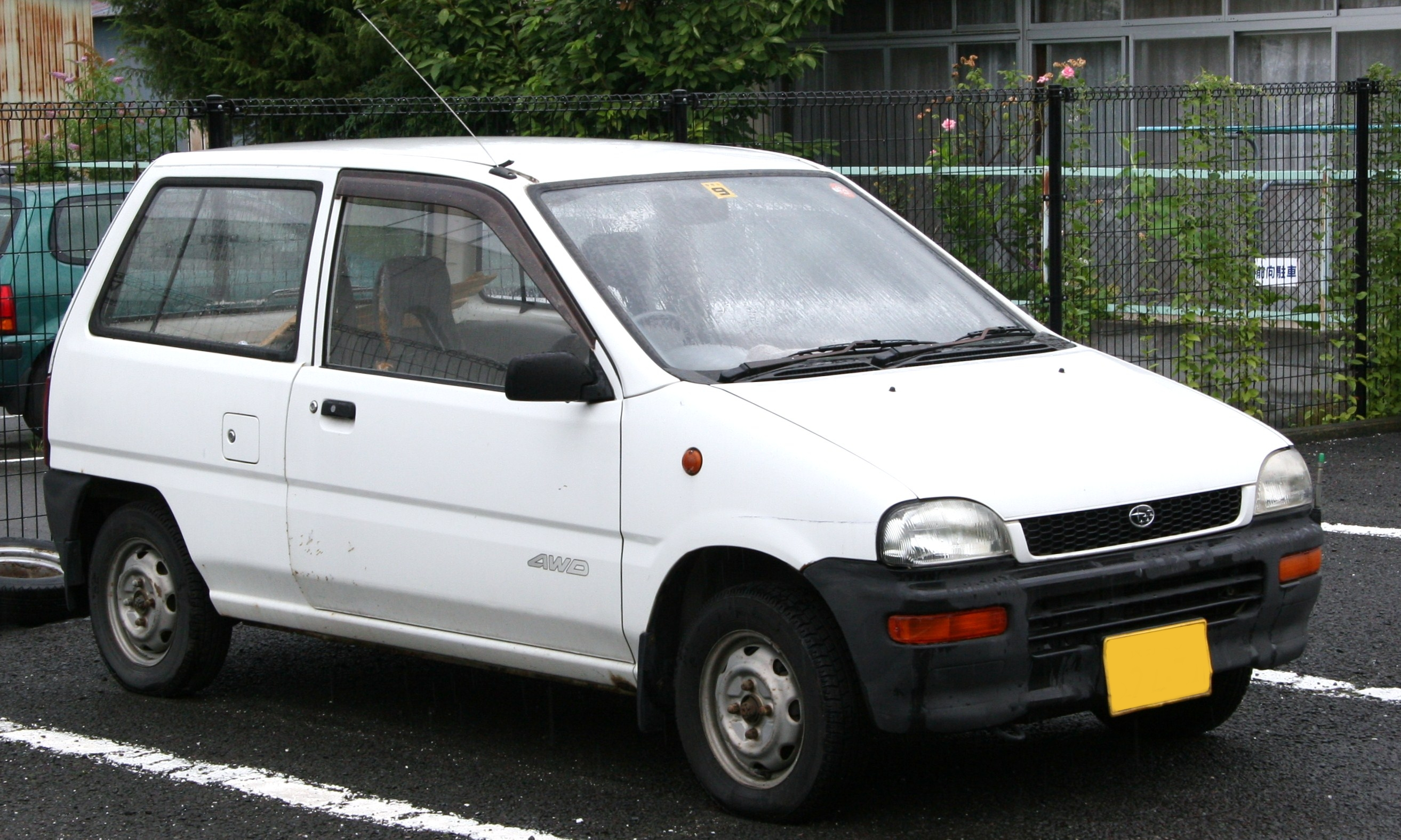
後期型（バン）
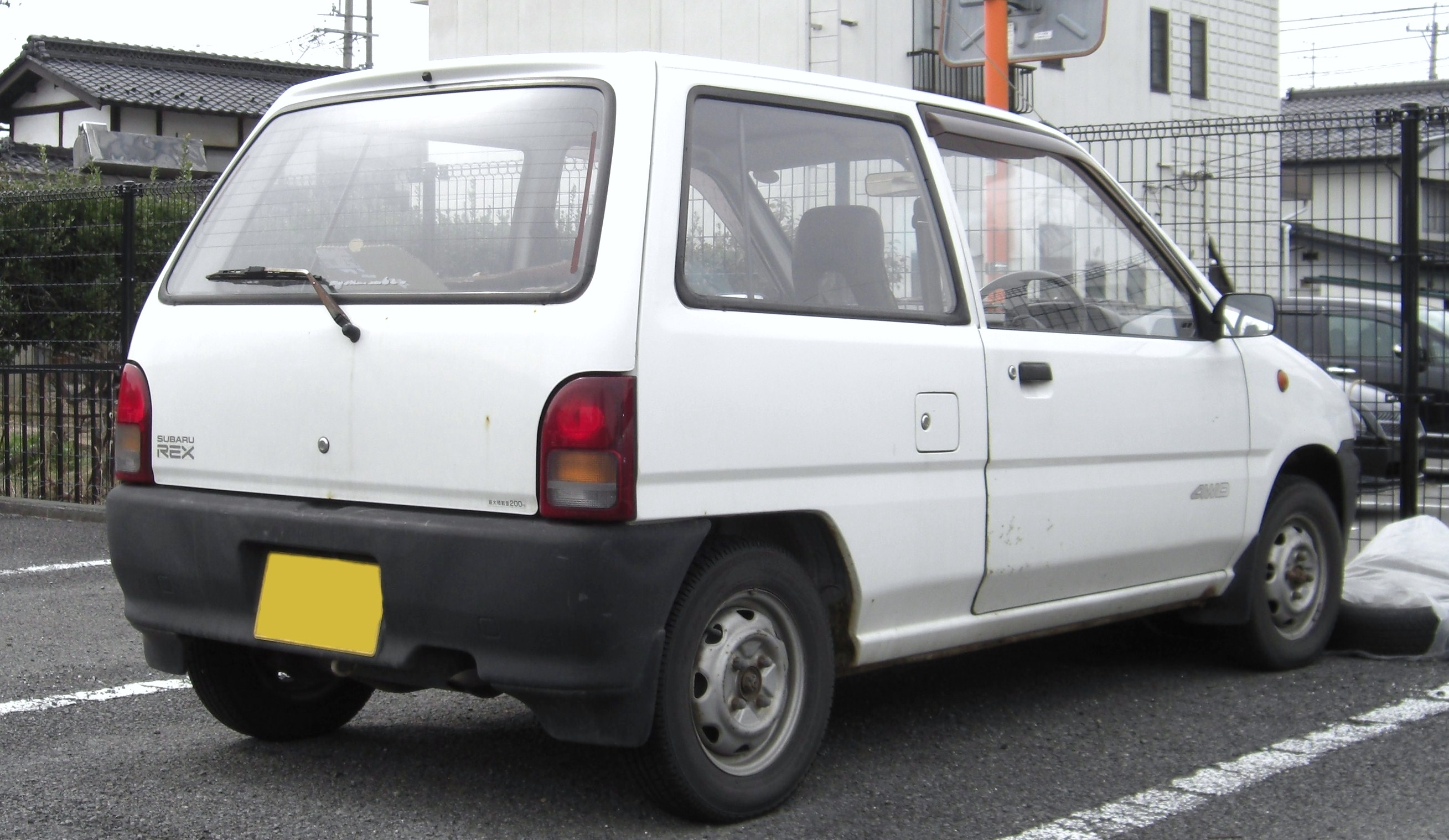
後期型（バン・リア）
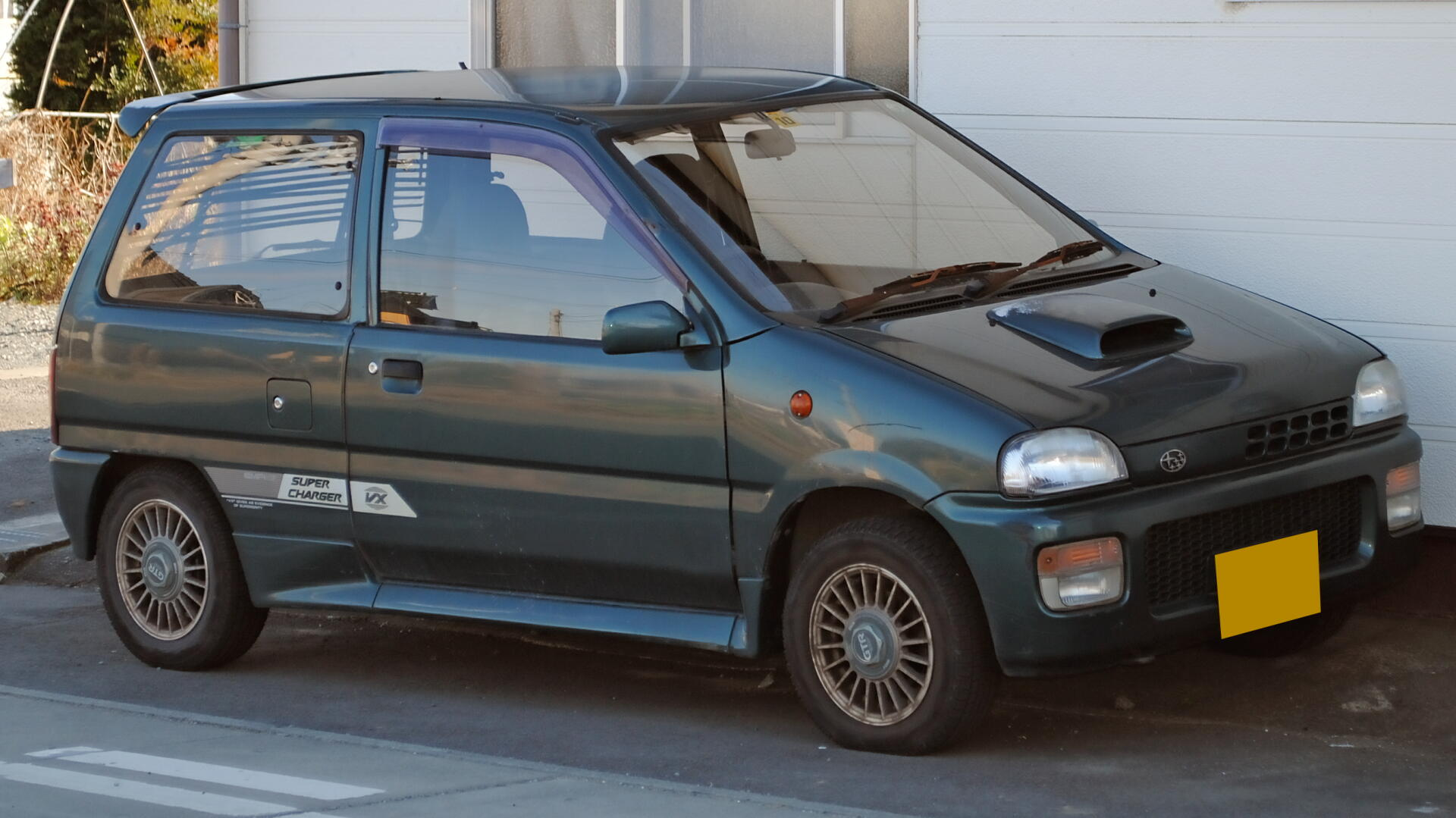
後期型（VX）
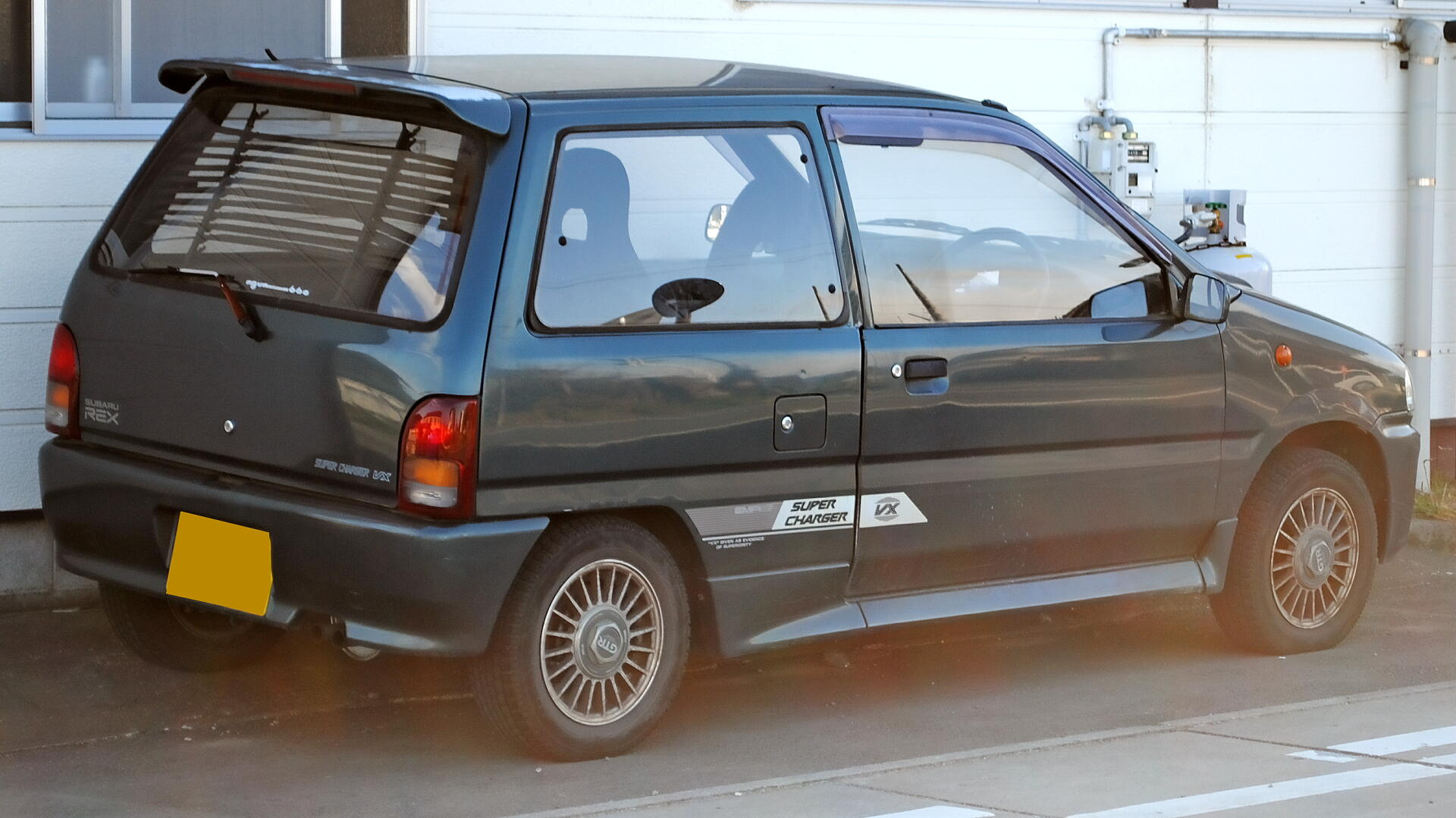
後期型（VX・リア）

## 4代目A201/A202F型（2022年 - ）
2022年11月11日、ダイハツ工業からロッキー（2代目)のOEM供給を受ける車種として、「レックス」の車名を復活することが発表された。SUBARU初の小型クロスオーバーSUVである。
ラインナップは発売当初、1.2LガソリンエンジンのWA-VE型を搭載する前輪駆動車のみで、ロッキーやライズの1.0Lターボエンジン、四輪駆動車、ハイブリッドモデルは設定しなかった。排出ガスと燃料消費率が向上し、「平成30年排出ガス基準50%低減レベル（☆☆☆☆）」認定を取得し、「2030年度燃費基準75%達成」となる。
外観はロッキーのガソリン車に準じており、エンブレム類が異なる程度となる。ボディ色はモノトーンのダイハツ・コンパーノレッドと2トーンのブラックマイカメタリック×コンパーノレッドを除くモノトーン7色・2トーン2色の全9色が設定される（このうち、モノトーンのシャイニングホワイト・パールとレーザーブルークリスタルシャイン、2トーンは有料色）。グレード体系は「G」（ロッキー「X」相当）と「Z」（同「Premium G」相当）の2グレードが設定され、ロッキー「L」に相当するグレードは設定されない。装備内容は一部グレードで差異があり、「G」はロッキーの「X」に準じているが、「Z」はロッキー「Premium G」の2WD車ではメーカーオプション設定となっているBSM（ブラインドスポットモニター）、RCTA（リアクロストラフィックアラート）、寒冷地仕様も標準装備される。メーカーオプションについてはロッキーに設定されているスペアタイヤ（テンパタイヤ）の設定が無い違いがある。安全面で、SRSエアバッグシステム（デュアル+サイド＋カーテン）、ABS（EBD機能付）+ブレーキアシスト、ビークスダイナミクスコントロール (VDC)、衝突安全・歩行者傷害軽減ボディ、予防安全機能「スマートアシスト」を備え、衝突回避支援、認識支援、運転負荷軽減は全グレード標準装備、駐車支援はメーカー装着オプションとする。「Z」はロッキー「Premium G」同様に電動パーキングブレーキとオートビークルホールド機能も装備する。
車両型式はダイハツ流の"A201F"であるが、SUBARUの社内型式として"DU3"が与えられている。
- 2023年12月20日 - 本車型を含むほぼ全車種が不正の対象と判明し、国内外全て車種の出荷を停止する[9]。

- 2024年
  - 3月18日 - 「ロッキー」と「ライズ」のガソリン車の生産と出荷が再開し、本車型も生産と出荷を再開した[10]。
  - 11月7日 - 一部改良モデルが発表された[11]。同年11月5日のロッキーの一部仕様変更と同様に、車両後退時の安全性を高めるため、リアのコーナーセンサーを2個から4個に増強、コーナーセンサー作動時のメーター内表示を変更した。

- 2025年6月12日 - ハイブリッドモデルの追加を発表[12]。ベース車のロッキーと同じくエンジンを発電専用のWA-VEX型へ換装し、100%モーターで走行する「e-SMART HYBRID」が採用されており、燃料消費率がガソリン車よりも向上され、2030年度燃費基準達成となる。グレードは「G HYBRID（ロッキー「X HEV」相当）」と「Z HYBRID（同「Premium G HEV」相当）」の2グレードとなる。「G HYBRID」はロッキー「X HEV」と装備が同一だが、「Z HYBRID」はロッキー「Premium G HEV」ではメーカーオプション設定となるアクセサリーコンセント（AC100V/1500W・1個・非常時給電システム付）、BSM、RCTA、寒冷地仕様が標準装備となる。

## 車名の由来
「REX」はラテン語で王様の意味。